# جوشوا جورتنر
جوشوا جورتنر (انگلیسی: Joshua Jortner؛ زادهٔ ۱۴ مارس ۱۹۳۳) دانشمند در زمینه شیمی اهل اسرائیل است.
وی همچنین برندهٔ جوایزی همچون جایزه اسرائیل و جایزه ولف در شیمی شده‌است.